# Poecilimon distinctus
Poecilimon distinctus är en insektsart som beskrevs av Stshelkanovtzev 1909. Poecilimon distinctus ingår i släktet Poecilimon och familjen vårtbitare. Inga underarter finns listade i Catalogue of Life.